# القواعد المعرفية
النحو المعرفي هو نهج معرفي في اللغة طوره رونالد لانجاكير. يعتبر النحو المعرفي أن الوحدات الأساسية في اللغة هي رموز أو مزيج مكون من تركيب معاني (علم المعاني) مع تبويب صوتي. يتكون النحو المعرفي من قواعد تشرح كيفية مزج هذه الوحدات من أجل توليد عبارات كبيرة والتي بدورها تتكون من تركيب معاني وتبويب صوتي. تراكيب المعاني تتكون من المخططات الصورية عوضا عن قائمة من المقترحات. بسبب الترابط العميق مع التبويب الصوتي فكلاهما يثير الآخر. 
طور لانجاكير الأفكار المركزية في النحو المعرفي في كتابه أسس النحو المعرفي الذي أصبح نقطة الانطلاق الحقيقية لنشوء مجال اللسانيات المعرفية.
مثل البناء النحوي (تصورات تشارلز فيلمور طورتها طالبة لانجاكير أديل غولدبرغ)، و على عكس العديد من التيار اللغوية المعاصرة نظريات النحو المعرفية تمد مفهوم رمزية وحدات اللغة إلى قواعد للغة. لانجاكير يفترض أن التراكيب اللغوية مدفوعة من عمليات معرفية عامة. في صياغة نظريته استخدم بشكل مكثف العديد من مبادئ علم النفس الغشتالتي وشبه العديد من البنى اللغوية بجوانب من الإدراك البصري.